# Bárbus-sumatrano
O bárbus-sumatrano (Puntigrus tetrazona) é um bárbus originário de Sumatra e de Bornéu. Chega a medir até 7,5 cm de comprimento, coloração dourada, com quatro faixas escuras verticais, sendo uma spécie ornamental.
O bárbus-sumatrano tem a sua alimentação onivora. Eles gostam de viver em cardumes com 10 a 20 individuos.
A vida dos bárbus-sumatrano Pode chegar a 5 anos.
Eles habitam águas ácidas ou neutras e fracamente mineralizados. pH entre 6,5 a 7; GH 6ºd - 20ºd; 4-6 ° dKH macio, e com a temperatura de 22ºC - 28ºC
Eles são oviparos, Para que ocorra a reprodução, a agua deve estar com o pH entre 5, 6 e 7, E com a temperatura em 26° C
As fêmeas são maiores, os machos mais avermelhados. O macho tem o focinho (boca) de aletas vermelho-alaranjado, pélvicas e dorsais, vamos ver com a borda vermelha profunda, o fluxo tem as cores mais intensas, a barriga é magro, com uma curva suave. A fêmea tem contra o nariz (boca) de a mesma cor do corpo, barbatanas dorsal e pélvicas têm vantagem clara e a barriga é mais espessa e mais curvas, especialmente quando ele está pronto para a desova.